# 1747
- Wikisource

| Calendário gregoriano                                                        | 1747 MDCCXLVII                      |
| Ab urbe condita                                                              | 2500                                |
| Calendário arménio                                                           | 1196 – 1197                         |
| Calendário bahá'í                                                            | -97 – -96                           |
| Calendário budista                                                           | 2291                                |
| Calendário chinês                                                            | 4443 – 4444 Início a 9 de fevereiro |
| Calendário copta                                                             | 1463 – 1464                         |
| Calendário etíope                                                            | 1739 – 1740                         |
| Calendários hindus - Vikram Samvat - Calendário nacional indiano - Cáli Iuga | 1802 – 1803 1668 – 1669 4847 – 4848 |
| Calendário Holoceno                                                          | 11747                               |
| Calendário islâmico                                                          | 1160 – 1161                         |
| Calendário judaico                                                           | 5507 – 5508                         |
| Calendário persa                                                             | 1125 – 1126                         |
| Calendário rúnico                                                            | 1997                                |
| Calendário solar tailandês                                                   | 2290                                |

1747 (MDCCXLVII, na numeração romana) foi um ano comum do século XVIII do actual Calendário Gregoriano, da Era de Cristo, e a sua letra dominical foi A (52 semanas), teve início a um domingo e terminou também a um domingo.
| Ano completo                    |
| ------------------------------- |
| Ano comum com início ao domingo |

## Eventos
- Kîrtti Srî Râga-simha se torna rei do Ceilão.[1]
- Em Portugal é criada a freguesia de São José de São Lázaro, o coração da actual cidade de Braga.
- Bernhard Siegfried Albinus (1697-1770), contando com a ajuda do artista Jan Wandelaar (1691-1759), conseguiu produzir a conta mais exata de ossos e músculos do corpo humano.
- Philidor vence Stamma em uma série de dez partidas de xadrez, por oito vitórias, um empate e uma derrota.[2]

## Nascimentos
- 1º de Janeiro - Dom Manuel de Almeida de Carvalho, bispo de Belém do Pará.
- 4 de Janeiro - Vivant Denon, arqueólogo e artista francês (m. 1825).
- 12 de Janeiro - Joan Heinrich Pestalozzi, educador suíço, que podemos dizer que psiclogizou a educação.
- 10 de Junho - Guilhermina Carolina da Dinamarca, eleitora-consorte de Hesse (m. 1820).

Nader Shah Afshar.Retrato, Victoria and Albert Museum, Londres.

## Mortes
- 19 de junho - Nadir Shah, xá da Pérsia (n. 1688).
- 4 de outubro - Amaro Pargo, corsário e comerciante espanhol (n. 1678).

## Por tema
- 1747 na arte
- 1747 na ciência